# Februari 2002
Dit artikel geeft een chronologisch overzicht van alle belangrijke gebeurtenissen per dag in de maand februari van het jaar 2002.

## Gebeurtenissen

### 1 februari
- De Kamer van Beroep van het Joegoslaviëtribunaal bepaalt dat er toch één samengevoegd proces tegen Slobodan Milošević wordt gevoerd.
- Schaatser Miel Rozendaal wint de Alternatieve Elfstedentocht op de Oostenrijkse Weissensee, vóór Hans van de Wetering en René Ruitenberg.
- De NOS verbreekt met onmiddellijke ingang het contract met voetbalcommentator Hans Kraay sr.. Aanleiding is zijn kandidatuur voor Leefbaar Nederland bij de Tweede Kamerverkiezingen.

### 2 februari
- Huwelijk van kroonprins Willem-Alexander met Máxima Zorreguieta. Willem-Alexander en Máxima in Amsterdam. Burgemeester Cohen voltrekt de huwelijksplechtigheid in de Beurs van Berlage. Hij complimenteert de bruid voor de snelle wijze waarop ze de Nederlandse taal machtig gemaakt heeft en een plaats heeft verworven in de Nederlandse samenleving.

### 3 februari
- Belgisch wielrenner Mario De Clercq pakt zijn derde de wereldtitel WK veldrijden. Hij verslaat hierbij in een spannende slotfase zijn landgenoten Tom Vannoppen en Sven Nijs. Titelverdediger Richard Groenendaal moet na een valpartij halverwege de koers genoegen nemen met een vierde plaats.
- New England Patriots winnen de finale van de Super Bowl door het favoriete St. Louis Rams met 20-17 te verslaan.
- Svetlana Feofanova uit Rusland verbetert bij wedstrijden in Stuttgart het indoorwereldrecord polsstokhoogspringen. De 21-jarige atlete springt in haar derde poging over 4,71 meter.
- In Stockholm behalen de Zweedse handballers voor de vierde keer de Europese titel door in de finale Duitsland met 33-31 te verslaan, onder meer door acht goals van Stefan Lövgren.

### 7 februari
- Het contract van Jos Verstappen wordt door Arrows-teambaas Tom Walkinshaw opgezegd. Zijn plaats wordt ingenomen door de Duitser Heinz-Harald Frentzen.

### 9 februari
- Nederlands atleet Wilbert Pennings verbetert in het Duitse Siegen het Nederlandse indoorrecord hoogspringen tot 2,31 m.

### 10 februari
- Het parkeerdak van 'motel Tiel', een vestiging van de familie Van der Valk, stort in. De oorzaak is het gebruik van slechte bouwmaterialen. Dit gebeurt slechts enkele minuten nadat in het zaaltje eronder een computerbeurs is afgesloten. Niemand raakt gewond.

### 11 februari
- Na de breuk met de partij Leefbaar Nederland kondigt Pim Fortuyn aan met een eigen partij aan de Tweede Kamerverkiezingen deel te nemen: Lijst Pim Fortuyn.
- De Rooms-katholieke Bisschoppelijke Hiërarchie in de Russische Federatie met het Aartsbisdom Moskou en de bisdommen Saratov, Irkoetsk en Novosibirsk wordt opgericht. Tadeusz Kondrusiewicz wordt benoemd tot aartsbisschop van Moskou.

### 13 februari
- Overbrenging van het stoffelijk overschot van kardinaal Stefano Borgia (1731-1804) van Lyon naar zijn geboorteplaats Velletri.
- Het Nederlands voetbalelftal speelt in de Amsterdam Arena met 1-1 gelijk tegen Engeland in een vriendschappelijk duel. Doelpuntenmaker voor Oranje is Patrick Kluivert. Het is voor Dick Advocaat de eerste wedstrijd in zijn tweede periode als bondscoach.

### 19 februari
- NASA's Mars Odyssey begint met het in kaart brengen van de bodem van Mars met een warmtestraling metend systeem.

### 20 februari
- De Mkz-crisis is officieel voorbij.

### 21 februari
- Amerikaanse autoriteiten bevestigen dat de Amerikaanse journalist Daniel Pearl, die op 23 januari in de Pakistaanse stad Karachi is ontvoerd, niet meer in leven is. Zij ontvingen een videoband waarop te zien is hoe zijn keel wordt afgesneden en zijn lichaam in stukken wordt gesneden. Hij was werkzaam voor de Wall Street Journal.

### 25 februari
- Venus Williams lost Jennifer Capriati na zes weken af als de nummer één op de wereldranglijst der proftennissters; de Amerikaanse moet die positie na drie weken alweer afstaan aan diezelfde landgenote.

### 27 februari
- In de Indiase stad Godhra komen 58 hindoeïstische pelgrims om bij een treinbrand veroorzaakt door een woedende menigte moslims.

## Overleden
← · januari · februari · maart · april · mei · juni · juli · augustus · september · oktober · november · december ·  →